# توماس أولسون
توماس أولسون (بالسويدية: Thomas Ohlsson)‏ هو كاياكير سويدي، ولد في 20 سبتمبر 1958 في نورشوبينغ في السويد. فازت زوجة أولسون إيفا كارلسون ميدالية فاضية في سباق 500 متر.

## وصلات خارجية
- توماس أولسون على موقع أوليمبيديا (الإنجليزية)
- توماس أولسون على موقع اللجنة الأولمبية السويدية (السويدية)